# Acalypha schlumbergeri
Acalypha schlumbergeri é uma espécie de flor do gênero Acalypha, pertencente à família Euphorbiaceae.